# Bujor Almășan
Bujor Almășan (n. 23 iunie 1924, Deva – d. 29 mai 1998, București) a fost un inginer minier, om de știință, profesor universitar, doctor docent în științe, și demnitar comunist român.

## Studii și activitate profesională
A urmat liceul în Deva (1933–1943), apoi Facultatea de Mine și Metalurgie la Institutul Politehnic București (1943). A continuat studiile la Institutul de Mine din Leningrad (1946–1948), obținând profesia de bază de inginer mine. A luat doctoratul în U.R.S.S. (1948–1952).
A fost director de studii și conferențiar la Institutul de Mine din Petroșani, din ianuarie 1952, apoi profesor și șef de catedră la Facultatea de Geologie și Geofizică a Universității din București.

## Activitate politică
După 23 august 1944 a devenit membru al UTM iar în septembrie 1945 a devenit membru al Partidului Comunist Român.

### Organele de conducere ale Partidului Comunist
A fost ales membru supleant al C.C. al P.M.R. (28 decembrie 1955–25 iunie 1960), apoi membru al C.C. al P.M.R. / P.C.R. (25 iunie 1960-23 noiembrie 1979).

### Deputat
A fost deputat în Marea Adunare Națională, ales în circumscripția electorală nr. 11 Certeju de Sus, jud. Hunedoara (1969–1975) și nr. 4 Petroșani, jud. Hunedoara (1975–1980).

### Ministru
La 24 aprilie 1958, Bujor Almășan  a fost numit secretar general la Ministerul Industriei Grele, apoi ministru al Minelor, Petrolului și Geologiei, reorganizat sub diferite formule, din 21 martie 1961 și până la 27 ianuarie 1977:
Ministrul minelor și energiei electrice în Guvernul Ion Gh. Maurer (1) (21 martie 1961 - 17 martie 1965), Guvernul Ion Gh. Maurer (2) (18 martie - 20 august 1965), ministrul minelor în Guvernul Ion Gh. Maurer (3) (21 august 1965 - 8 decembrie 1967), Guvernul Ion Gh. Maurer (4) (9 decembrie 1967 - 12 martie 1969), Guvernul Ion Gh. Maurer (5) (13 martie 1969 - 1 aprilie 1971), ministrul minelor, petrolului și geologiei în Guvernul Ion Gh. Maurer (5) (1 aprilie 1971 - 27 februarie 1974), Guvernul Manea Mănescu (1) (27 februarie 1974 - 18 martie 1975), Guvernul Manea Mănescu (2) (18 martie 1975 - 26 ianuarie 1977).
Pe data de 1 martie 1970, Bujor Almășan a fost numit în funcția de ministru al industriei miniere și geologiei.
În timpul ministeriatului său, la 30 octombrie 1971, la ora 5 dimineața, s-a rupt iazul de decantare al Exploatării Miniere Certej, din Certeju de Sus, iar sute de mii de metri cubi de mâl, steril și apă au plecat la vale, măturând totul în cale. Blocuri, case, gospodării, grajduri cu animale, toate aflate în apropierea sediului exploatării, au fost rase de pe suprafața pământului. Deși la Primărie s-au înregistrat doar 82 de acte de deces, supraviețuitorii dezastrului cred că numărul real al morților este de 114 persoane. Cu toate acestea, s-a luat hotărârea ca, oficial, să fie înregistrate doar 45 de persoane decedate deoarece, peste această cifră trebuia declarat “doliu național”, ceea ce regimul comunist nu dorea să facă, din motive de imagine.
Cu numai o săptămână înainte de dezastrul de la Certej, ministrul minelor Bujor Almășan, împreună cu o comisie guvernamentală, au fost la Certej, unde au verificat iazul de decantare și au decis că acesta este încă funcțional, după care au aniversat cu mare pompă 225 de ani de minerit.
În urma grevei minerilor din Valea Jiului din 1-3 august 1977, Bujor Almășan, care fusese demis la 27 ianuarie 1977 din funcția de ministru al Minelor, Petrolului și Geologiei, a primit un vot de blam la plenara CC al PCR din 26-27 octombrie 1977 pentru grave lipsuri și neajunsuri manifestate în calitate de ministru al Minelor, Petrolului și Geologiei.
A fost numit apoi ministru secretar de stat și șef al Departamentului Cooperării Economice Internaționale la Ministerul Comerțului Exterior și Cooperării Economice Internaționale (27 ianuarie 1977–27 februarie 1978).

## Decorații
- Ordinul Muncii clasa a III-a (21 august 1954) „pentru merite deosebite pe tărîmul construcției de stat, economice, sociale și culturale, cu ocazia celei de a zecea aniversări a eliberării patriei noastre”[9]
- Ordinul „Steaua Republicii Populare Romîne” clasa a IV-a (30 decembrie 1957) „cu ocazia celei de a zecea aniversări a proclamării Republicii Populare Romîne și pentru merite deosebite în îndeplinirea sarcinilor date de Partidul Muncitoresc Romîn, pentru merite deosebite pe tărîmul construcției de stat, economice, sociale, culturale și obștești”[10]
- Medalia „40 de ani de la înființarea Partidului Comunist din Romînia” (6 mai 1961) „pentru merite în activitatea de partid și întărirea regimului democrat-popular”[11][3]
- Ordinul Muncii clasa I (18 august 1964) „pentru merite deosebite în opera de construire a socialismului, cu prilejul celei de a XX-a aniversări a eliberării patriei”[12]
- Ordinul „Tudor Vladimirescu” clasa a III-a (30 aprilie 1966) „cu prilejul celei de-a 45-a aniversări de la înființarea Partidului Partidului Comunist din România, pentru merite deosebite în opera de construire a socialismului”[13]
- Ordinul „Steaua Republicii Socialiste România” clasa a II-a (4 mai 1971) „cu prilejul aniversării a 50 de ani de la constituirea Partidului Comunist Român, [...] pentru merite deosebite în opera de construire a socialismului”[14]

## Scrieri

### Ca autor unic
- Bujor Almășan: The mining industry of Romania, Editura: Meridiane, 1968
- Bujor Almășan: Exploatarea și valorificarea zăcămintelor de substanțe minerale utile solide, 337 pagini, Editura Didactica și Pedagogică, 1982
- Bujor Almășan: Exploatarea zăcămintelor minerale din România, vol. I, 194 pagini, Editura Tehnică, 1984
- Bujor Almășan: Exploatarea zăcămintelor minerale din România, vol. II, 444 pagini, Editura Tehnică, 1984
- Bujor Almășan: Zăcăminte minerale - exploatare, valorificare, 304 pagini, Editura Tehnică, 1989

### În colaborare
- Bujor Almășan, Gheorghe Pavel: Perfecționarea tehnologiilor de săpare a lucrărilor miniere, Editura Tehnică, 1983
- Dumitru Enescu, Bujor Almășan: Seismologia exploziilor controlate din industrie, 320 pagini, Editura Tehnică, 1987

## Vezi și
- Lista membrilor Comitetului Central al Partidului Comunist Român